# Lluís Corominas
Lluís Maria Corominas i Díaz, né le 14 février 1963 à Castellar del Vallès, est un avocat et homme politique espagnol, membre de Convergence démocratique de Catalogne (CDC) puis du Parti démocrate européen catalan (PDeCAT). Il est maire de Castellar del Vallès de 1992 à 2004 et député au Parlement de Catalogne à partir de 2003.

## Biographie

### Formation
Lluís Maria Corominas i Díaz est né en 1963 à Castellar del Vallès, dans le Vallès Occidental. Il est titulaire d'une licence de droit de l'université autonome de Barcelone et diplômé en gestion des administrations publiques de l'École supérieure d'administration et de direction d'entreprises (ESADE) de la même ville. Il a exercé comme avocat à son propre compte pendant dix ans.

### Élu local
En 1991, il devient adjoint au maire de Castellar del Vallès, et adhère au parti nationaliste de centre-droit Convergence démocratique de Catalogne (CDC). En septembre 1992, il succède à Albert Antonell (ca) à la mairie. Âgé de vingt-neuf ans, il est le plus jeune maire dans l'histoire de cette commune,.
Aux élections municipales de 1995, la coalition Convergence et Union (CiU) obtient  46,40 % des voix et détient la majorité absolue des sièges. Elle obtient de nouveau la majorité aux élections municipales de 1999, avec 48,95 % des voix. Lluís Corominas gouverne néanmoins en coalition avec la Gauche républicaine de Catalogne (ERC) et le Parti des socialistes de Catalogne (PSC). Aux élections municipales de 2003, CiU est de nouveau victorieuse, avec 44,84 % des suffrages, mais sans majorité absolue. Lluís Corominas, qui est tête de liste pour la troisième fois, conserve la mairie et gouverne avec ERC,.
Il est également vice-président du conseil comarcal du Vallès Occidental de 1996 à 2003, conseiller national de l'Association catalane des communes et comarques (ca) de 1995 à 2004, et vice-président du Fonds catalan de coopération et de développement (ca) de 1999 à 2004,.
Le 22 juin 2004, il démissionne de son poste de maire pour se consacrer à ses fonctions de député et de secrétaire national de CDC. Montserrat Gatell (ca) lui succède.

### Ascension au sein de CDC
Lluís Corominas est membre de la direction comarcale de Convergence démocratique de Catalogne (CDC) dans le Vallès Occidental à partir de 1995, et membre du conseil national à partir de 1996. Entre 2000 et 2004, il accède à des responsabilités rapidement croissantes au sein du parti, dans le contexte de la transmission du pouvoir entre le président fondateur Jordi Pujol et son successeur Artur Mas, et de la redéfinition des relations du parti avec sa partenaire, l'Union démocratique de Catalogne (UDC).
En janvier 2000, il est nommé secrétaire à l'organisation de CDC, succédant à Felip Puig (ca), qui a été nommé conseiller à l'environnement dans le gouvernement de Jordi Pujol. Sa nomination, appuyée par le secrétaire général Pere Esteve (ca), est critiquée par certains membres du parti, qui contestent la manière expéditive employée pour le désigner. Sa candidature reçoit seulement 73 % de votes favorables, un score faible par rapport à celui de ses prédécesseurs. Le secrétariat national dont il est membre décide la même année de soutenir le deuxième gouvernement espagnol de José María Aznar, qui dispose de la majorité absolue au Congrès des députés, sans contrepartie.
En tant que secrétaire national, il gagne la confiance du conseiller à l'économie Artur Mas, qui se profile comme le successeur de Jordi Pujol à la présidence de la Généralité. Il participe notamment à l'organisation de la campagne interne d'Artur Mas pour accéder au secrétariat général du parti. Celui-ci soutient sa reconduction au poste de secrétaire à l'organisation lors du congrès de CDC en novembre 2000. Lluís Corominas obtient le soutien de 83,83 % des délégués, ce qui constitue une légitimation par rapport au congrès de janvier précédent. À partir de cette période, il s'affirme comme un proche collaborateur d'Artur Mas, désormais secrétaire général et numéro 2 de CDC. Avec Xavier Trias, Felip Puig et Pere Esteve, il fait partie de l'équipe resserrée qui définit la nouvelle ligne du parti, plus souverainiste que la génération précédente.
Son ascension politique coïncide avec la période troublée que traverse la coalition Convergence et Union (CiU) en 2001, pendant la succession du président Jordi Pujol. Lluís Corominas fait partie de l'équipe de six négociateurs qui débattent du futur de l'alliance entre les deux partis. Les discussions aboutissent à la création d'une fédération CiU, dirigée par une commission exécutive nationale formée de dix membres de chaque parti. Lluís Corominas devient membre de cette commission exécutive.
En juillet 2004, le treizième congrès de CDC voit le renforcement de l'équipe dirigeante mise en place par Artur Mas. Lluís Corominas est désigné vice-secrétaire général au territoire et à l'action municipale, au sein d'un directoire composé de six vice-secrétaires généraux et cinq secrétaires exécutifs.
En novembre 2004, lors de la conférence nationale de CiU, il est reconduit à la direction collégiale de la fédération. À ce titre, il est chargé, avec le responsable de l'organisation de l'UDC, Antoni Castellà (ca), de superviser la structuration territoriale de la fédération, c'est-à-dire créer des organes paritaires à tous les niveaux géographiques, ainsi que préparer les candidatures pour les élections municipales de 2007.

### Député d'opposition et vice-président du Parlement
Aux élections législatives du 16 novembre 2003, la candidature de Convergence et Union (CiU) est conduite pour la première fois par Artur Mas, qui présente des listes profondément renouvelées. Lluís Corominas fait partie de son comité de campagne et est candidat en neuvième position dans la circonscription de Barcelone, ce qui lui permet d'entrer au Parlement de Catalogne,. Au Parlement, il est membre des commissions de l'économie et de la politique territoriale. En 2005, il devient président de la commission de la Cour des comptes. En 2006, il est rapporteur du projet de loi de création de l'Office antifraude de Catalogne (ca) en 2006. Parallèlement, il fait partie du comité de campagne de Josep Antoni Duran i Lleida aux élections générales espagnoles du 14 mars 2004.
Il est réélu député lors des élections législatives du 1er novembre 2006 pour la VIIIe législature, au cours de laquelle il est membre de la commission des affaires institutionnelles ainsi que de celle de la justice, du droit et de la sécurité citoyenne, et, jusqu'en 2008, des commissions de la coopération et de la solidarité, et de l'économie, des finances et du budget. 
Il est rapporteur pour CiU des deux projets de loi sur l'office antifraude en 2008 et 2009, et, en 2010, de ceux sur les vigueries, sur l'Aire métropolitaine de Barcelone et sur le Conseil des pouvoirs locaux (ca), ainsi que sur la proposition de loi relative au Conseil des garanties statutaires (ca),.
Tout en conservant un rôle dirigeant au sein de CDC, il est directeur de campagne de CiU, conjointement avec Antoni Castellà pour l'UDC, lors des élections municipales du 27 mai 2007. Il fait aussi partie du comité de campagne de la coalition pour les élections générales espagnoles du 9 mars 2008. En juillet 2008, lors du XVe congrès de CDC, le parti se dote d'une direction plus diversifiée, intégrant différentes sensibilités du parti, tout en renforçant encore la concentration du pouvoir autour du président Artur Mas, afin de préparer la reconquête du pouvoir aux élections législatives de 2010. Les vice-secrétariats généraux sont supprimés, remplacés par un secrétaire général adjoint, Felip Puig, qui dirige quatre secrétariats exécutifs. Lluís Corominas est désigné secrétaire exécutif aux militants et à l'action municipale.
Le 30 septembre 2008, il est élu deuxième vice-président du Parlement, avec 114 voix, pour succéder à Ramon Camp (ca), démissionnaire après avoir nommé membre du Conseil général du pouvoir judiciaire (CGPJ) d'Espagne. Artur Mas l'a choisi, de préférence à Francesc Homs, jugeant que ce dernier avait un profil trop politique. Lluís Corominas quitte la présidence de la commission de la Cour des comptes et est remplacé par Jordi Turull.

### Vice-président du Parlement pour la majorité CiU
Aux élections au Parlement de Catalogne du 28 novembre 2010, Lluís Corominas est placé en onzième position sur la liste de Convergence et Union dans la circonscription de Barcelone. CiU remporte les élections et Lluís Corominas est réélu député. CiU s'accorde avec le Parti des socialistes de Catalogne (PSC) et le Parti populaire de Catalogne (PPC) pour la répartition des postes au bureau du Parlement et obtient les postes de président, premier vice-président et de deux secrétaires. Lluís Corominas est ainsi élu premier vice-président du Parlement le 16 décembre 2010, avec les 62 voix de CiU et 3 du PPC. Artur Mas devient président de la Généralité et plusieurs des principaux dirigeants du parti entrent dans son gouvernement. Oriol Pujol devient secrétaire général adjoint, et conduit les affaires du parti avec Lluís Corominas et Montserrat Candini (ca).
Pendant la IXe législature, Lluís Corominas est premier vice-président de la députation permanente et de la commission du règlement, et membre de la commission des affaires institutionnelles. Il est rapporteur de la proposition de loi sur la transparence et l'accès à l'information publique. En 2012, il préside la commission d'enquête sur la gestion de la santé en Catalogne. Il est directeur de la campagne de CiU aux élections municipales de 2011, puis sous-directeur de campagne aux élections générales qui ont lieu à la fin de la même année, sous la direction de Marta Llorens (ca). En mars 2012, lors du XVIe congrès de CDC, Oriol Pujol accède au poste de secrétaire général. Il s'entoure d'une équipe de direction qui comprend deux vice-secrétaires, Francesc Homs et Lluís Corominas.
Aux élections au Parlement de Catalogne du 25 novembre 2012, Lluís Corominas est candidat en treizième position sur la liste de CiU, toujours dans la circonscription de Barcelone. Il est également directeur de campagne de CiU, pour la quatrième campagne d'Artur Mas, avec Marta Llorens, porte-parole d'UDC, comme sous-directrice. CiU remporte une nouvelle foix les élections, mais sans majorité absolue, et engage des négociations pour la conclusion d'un accord de gouvernement avec la Gauche républicaine de Catalogne (ERC). Trois équipes de négociation thématiques sont constituées ; Lluís Corominas fait partie de la commission sur le processus souverainiste catalan, qui définit le programme commun des deux formations sur l'organisation d'une consultation d'autodétermination.
Au Parlement catalan, il devient deuxième vice-président, tandis que la première vice-présidence échoit à Anna Simó, d'ERC. Pendant la Xe législature, il est également deuxième vice-président de la députation permanente et de la commission du règlement, ainsi que membre de la commission des affaires institutionnelles. Il est membre de la commission sur la loi électorale de 2013 à 2014, et rapporteur de la proposition de loi sur la transparence de 2014, de la réforme du règlement du Parlement de 2015, et de la proposition de loi sur la municipalité de Badia del Vallès de 2015.
En mars 2013, le retrait du secrétaire général de CDC, Oriol Pujol, mis en cause dans l'affaire ITV, le conduit à exercer des fonctions de premier plan au sein du parti. 
Le poste de secrétaire général est provisoirement partagé entre Corominas et Josep Rull. En juillet 2014, Pujol renonce définitivement à tous ses mandats. Josep Rull est nommé coordinateur général, avec de larges responsabilités sur le parti. Lluís Corominas continue à faire partie de l'équipe de direction, en tant que secrétaire général adjoint. Il est coordonnateur de la campagne de CiU pour les élections municipales du 24 mai 2015, avec le secrétaire général de l'UDC, Ramon Espadaler (ca).

### Vice-président du Parlement pour Ensemble pour le oui
Lors des élections plébiscitaires du 27 septembre 2015, Lluís Corominas est candidat en dix-septième position sur la liste indépendantiste unitaire d'Ensemble pour le oui (Junts pel Sí - JxSí), dans laquelle CDC se présente avec ERC et des candidats indépendants. Celle-ci remporte les élections, et obtient quatre représentants au bureau du Parlement. Lluís Corominas redevient premier vice-président le 26 octobre 2015, avec 66 voix.
La coalition Ensemble pour le oui ne disposant que d'une majorité relative doit négocier avec la Candidature d'unité populaire (CUP), parti d'extrême gauche. Lluís Corominas fait partie de l'équipe de négociation qui tente de parvenir à un accord, alors que le délai pour la formation d'un gouvernement est sur le point d'expirer. Les négociations débouchent sur un pacte de gouvernement qui permet l'investiture du président Carles Puigdemont. Après l'investiture, Lluís Corominas fait partie des trois dirigeants chargés d'administrer provisoirement CDC, sous la direction de Francesc Sànchez et avec Francesc Homs, jusqu'au prochain congrès qui doit déboucher sur la refondation du parti.
Au Parlement, il est premier vice-président de la députation permanente et de la commission du règlement, et membre de la commission de la gouvernance, des administrations publiques et du logement. En 2016, il fait partie de la commission conjointe chargée de rédiger la proposition de loi sur la transition juridique (ca), avec Marta Rovira (JxSí), Gabriela Serra et Benet Salellas (ca), tous deux de la CUP. Il s'agit de l'une des trois lois de déconnexion qui doivent rendre possible l'indépendance de la Catalogne : elle doit organiser la substitution ordonnée de l'ordre juridique catalan à l'ordre juridique espagnol au moment de la proclamation de l'indépendance. Ensemble pour le oui et la CUP annoncent un accord sur la rédaction de la proposition de loi en décembre 2016. La même année, il participe à la commission d'étude du processus constituant et à la commission d'étude des mesures de lutte contre la corruption. Il est également rapporteur dans les commissions sur les propositions de loi électorale, sur l'office antifraude et sur le vote électronique. Il négocie avec la CUP la résolution parlementaire sur le référendum du débat de politique générale d'octobre 2016, par laquelle les deux formations indépendantistes formalisent leur accord pour organiser un référendum sur l'indépendance de la Catalogne l'année suivante.
En tant que membre du bureau du Parlement, Lluís Corominas est l'objet des poursuites judiciaires engagées par l'État espagnol contre les responsables politiques indépendantistes pour leur participation au processus d'indépendance de la Catalogne. En décembre 2016, il est cité comme témoin devant le Tribunal supérieur de justice de Catalogne (TSJC) pour défendre la présidente du Parlement, Carme Forcadell, qui est poursuivie pour désobéissance et prévarication pour avoir permis le vote des conclusions de la commission d'étude du processus constituant en juillet 2016. Peu de temps après, il est lui-même mis en cause dans la même affaire judiciaire, avec les trois autres membres souverainistes du bureau, pour avoir permis le vote de la résolution parlementaire sur le référendum du 6 octobre 2016. Il comparaît devant le TSJC en mai 2017, avec la quatrième secrétaire Ramona Barrufet (ca). Les deux accusés se rendent au tribunal accompagnés par le président de la Généralité, Carles Puigdemont, des membres du gouvernement et des députés, ainsi que quelques centaines de militants indépendantistes. Dans une brève déclaration, ils invoquent l'inviolabilité du Parlement et la séparation des pouvoirs.
En juillet 2017, Lluís Corominas est nommé président du groupe parlementaire d'Ensemble pour le oui. Il remplace Jordi Turull, qui est entré au gouvernement en tant que conseiller à la présidence. Il quitte la vice-présidence du Parlement, où il est remplacé par Lluís Guinó (ca).